# Concierto para clarinete (Nielsen)

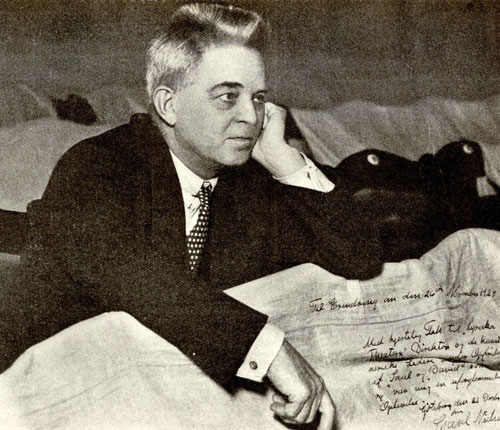
Nielsen en 1928.

El Concierto para clarinete y orquesta, Op. 57 D.F.129 fue compuesto por Carl Nielsen en 1928 para el clarinetista danés Aage Oxenvad.

## Historia
En 1921 Nielsen escuchó al Quinteto de viento de Copenhague ensayando la música de Mozart. Quedó impresionado por la belleza tonal y la maestría musical de este grupo, y pronto se familiarizó íntimamente con sus miembros. Ese mismo año, escribió su Quinteto de viento expresamente para este conjunto. El último movimiento de esta obra es un tema y variaciones que representan musicalmente las personalidades de los cinco intérpretes y de sus respectivos instrumentos, de forma muy parecida a como Elgar retrató a sus amigos en las Variaciones Enigma.
Nielsen también quería escribir un concierto para cada uno de sus cinco amigos. Solo dos de estas composiciones llegaron a existir. Para Gilbert Jespersen, quien sucedió a Paul Hagemann como flautista del Quinteto de viento de Copenhague, escribió su Concierto para flauta en 1926; dos años después, compuso su Concierto para clarinete para el clarinetista del grupo, Aage Oxenvad. Esta última obra, completada el 15 de agosto de 1928, se escuchó por primera vez en un concierto privado en la casa de verano de Carl Johan Michaelsen, en Humlebaek, el 14 de septiembre, con Oxenvad como solista y Emil Telmányi dirigiendo. Los mismos intérpretes interpretaron el estreno en Copenhague el 11 de octubre de ese mismo año y tuvo una recepción decididamente mixta. Desde entonces el concierto ha ganado una aceptación mucho más amplia.
El Concierto para clarinete fue concebido durante el período más difícil de la vida de Nielsen. Ya tenía sesenta y tres años y había alcanzado un renombre considerable en toda Escandinavia; sin embargo, estaba decepcionado por que su música no hubiera llegado a un público más amplio, también estaba profundamente preocupado por el estado inestable del mundo y sabía que sus días estaban contados. Quizás esto pueda explicar la amarga lucha que ocurre a lo largo de este concierto, la guerra entre las tonalidades de fa mayor y mi mayor. Cada vez que las hostilidades parecen haber llegado a su fin, una trampa incita a los combatientes a la reanudación del conflicto. Otra explicación para este tipo de planteamiento es que el clarinetista para quien estaba escribiendo el concierto padecía un trastorno bipolar. Por lo tanto, el concierto se burlaba de sus constantes cambios de humor.

La explicación, según fuentes cercanas a Nielsen sería la siguiente:
El amigo de Carl Nielsen, Carl Johan Michaelsen, tuvo que animarlo varias veces para que comenzara a componer el segundo concierto para un miembro del Quinteto. Esta vez sería para el clarinetista Aage Oxenvad. Nielsen comenzó a componerlo en la primavera de 1928 y el 15 de agosto completó la partitura en Damgaard. Emil Telmányi ya había comenzado un arreglo para piano por encargo de Oxenvad, quien se quejó de que Nielsen debía saber tocar el clarinete ya que había utilizado sistemáticamente las notas más difíciles de tocar.

 El Concierto se estrenó el 14 de septiembre en un concierto privado en la villa de verano Højtofte de Carl Johan Michaelsen, en Humlebæk, al norte de Copenhague. El solista fue Oxenvad, a quien está dedicado el Concierto. Veintidós miembros de la Capilla Real fueron dirigidos por Emil Telmányi. La primera interpretación pública tuvo lugar en Copenhague el 11 de octubre con los mismos intérpretes y recibió una recepción generalmente positiva. Politiken escribió:

 “... ha liberado el alma del clarinete, no solo el aspecto salvaje sino también su marca especial de poesía despiadada.. .. Esta obra difícilmente podría haber encontrado una interpretación más homogénea. La sonoridad de Oxenvad está en sintonía con los trolls y los gigantes, y tiene alma, una fuerza primordial áspera y sólida mezclada con la ingenua dulzura danesa. Ciertamente, Carl Nielsen debe haber tenido en mente su particular sonido de clarinete al componer este Concierto”.

## Instrumentación
La partitura está escrita para el clarinete solista y un conjunto formado por dos fagotes, dos trompas, caja y una sección de cuerdas. A pesar de la agitación del concierto, el compositor ha mantenido sus fuerzas casi en proporciones de música de cámara. 

## Estructura y análisis
El concierto consta de un solo movimiento:
- I. Allegretto un poco – Poco adagio – Allegro vivace

La interpretación de esta obra dura aproximadamente entre 25 y 30 minutos. Evitando la gran forma de concierto clásico, ya que está planteado en un largo movimiento continuo, con cuatro grupos temáticos distintos. En su estudio admirablemente minucioso sobre Carl Nielsen y su música, Robert Simpson señala el uso inventivo que hizo el compositor de la tonalidad, en un momento en que otros compositores se había decantado por la atonalidad. 
Comienza con un firme Allegretto un poco, aliviado por un segundo tema algo más cantabile. Hay una lucha tempestuosa entre el solista y la orquesta, así como entre las dos tonalidades principales en competencia. A esto le sigue una sección un Poco adagio, interrumpida varias veces por secciones más rápidas y perturbadas. La parte final es un Allegro vivace enérgico, pero un regreso al Adagio lleva la obra a lo que Robert Simpson llama un final de "severidad tranquila", con la tonalidad de fa mayor finalmente triunfante.

## Concierto de celebración
El Concierto para clarinete fue uno de los tres elementos elegidos para el concierto de gala en Copenhague con motivo del 150 aniversario del nacimiento del compositor. Acompañado por la Orquesta Sinfónica de la Radio Dinamarca dirigida por Juanjo Mena, el solista fue el clarinetista finlandés Olli Leppäniemi (nacido en 1980).

## Discografía selecta

### LP
- 1947 – Nielsen. Louis Cahuzac (Columbia ML-2219) con John Frandsen dirigiendo la Orquesta de la Real Ópera de Copenhague.[7]
- 1954 – Clarinet Concerto. Ib Erikson (Decca LXT-2979, Decca ACL-292, London LL-1142).
- 1966 – Nielsen... Benny Goodman (RCA SB-6701, RCA LSC-2920).
- 1967 – Stanley Drucker (CBS 72639; Columbia MS-7028).
- 1969 – Carl Nielsen. Josef Deak (Turnabout Vox TV34261).
- 1971 – Nielsen. John Macaw (Unicorn UNS-239).
- 1975 – Nielsen. Kjell-Inge Stevensson (EMI SLS-5027).
- 1979 – Clarinet Concerto. Albert Sandström (Primo 011).
- 1989 – Clarinet Concerto. Kalev Velthut (Melodiya C10 28491 002).

### CD
- 1954 – Clarinet Concerto. Ib Erikson (Dutton Laboratories CDLXT 2505).
- 1965 – Nielsen. Arne Moller (Classico CLASSCD 514; en el álbum CLASSCD 514–15).
- 1975 – Nielsen. Kjell-Inge Stevensson (EMI Classics 0946 3 81503 2 9).
- 1985 – Concerto. Olle Schill (BIS CD-616 (en el álbum CD-614-16).
- 1988 – Concertos. Janet Hilton (Chandos CHAN 8618).
- 1992 – Nielsen: The Historic Recordings. Louis Cahuzac (Clarinet Classics CC0002; grabación de 1947).
- 1993 – Nielsen / Englund / Crusell. Kojo Kullervo (Finlandia 4509-95873-2).
- 1993 – Copland / Françaix / Nielsen. Philippe Cuper (ADDA 581315; grabación de 1992).
- 1993 – The Royal Edition No. 61 of 100. Stanley Drucker (Sony Classical SMK 47599; grabación de 1967).
- 1994 – Nielsen. Walter Boeykens (Harmonia Mundi 901489).
- 1995 – Nielsen... Benny Goodman (RCA Classics (Navegador clásico 88) 74321 29255 2; grabación de 1966).
- 1995 – Feuerwerke. François Benda (Fono FSM FCD 97 212; grabación de 1993).
- 1997 – Concerto. Kevin Banks (Naxos 8.554189).
- 1997 – Nielsen. Juan Kruse (Kontrapunkt 32254).
- 1997 – Nielsen. Spyros Mourikis (P2musik DR ISCR DK-QHA—98-001).
- 1999 – Clarinet Concerto. Robert Plane (BBC MM205).
- 1991 – Clarinet Concerto. Hakan Rosengren (Sony SK 53 276).
- 1990 – Nielsen. Niels Thomsen (Chandos CHAN 8894).
- 1985 – Clarinet Concerto. John Bruce Yeh (Centaur CRC 2024).
- 2001 – Lutoslawski / Nielsen / Prokofiev. Richard Stoltzman (RCA Victor Red Seal 09026-63836-2).
- 2005 – Nielsen: The concertos. John Macaw (Regis RRC1208, sd; reedición de Unicorn 1971)
- 2007 – Conciertos para clarinete de Nielsen & Aho. Martín Frost (BIS SACD-1463).
- 2007 – Nielsen: Clarinet & Flute Concertos; Wind Quintet. Sabine Meyer (Warner Classics).
- 2008 – François Benda (Genuin GEN88128; reedición de la grabación de 1993).
- 2018 – Carl Nielsen Solo Concertos. Andreas Sundén (Daphne 1056).
- 2020 – Nielsen & Lindberg Clarinet Concertos. Sebastián Manz (Berlin Classics 0301351BC; grabación de 2019).